# ورزشگاه وایت سیتی
ورزشگاه وایت سیتی (انگلیسی: White City Stadium) یک ورزشگاه چندمنظوره در شهر لندن، انگلستان بوده است.
این ورزشگاه در سال ۱۹۰۸ میلادی تأسیس و در سال ۱۹۸۵ تخریب شده است، ورزشگاه وایت سیتی ورزشگاه اصلی بازی‌های المپیک تابستانی ۱۹۰۸ و جام جهانی فوتبال ۱۹۶۶ بوده است.

## اولین رژه تاریخ المپیک
برگزاری مراسم افتتاحیه برای المپیک و رژه کشورهای مختلف با پرچم، برای اولین بار در تاریخ المپیک، در این استادیوم و در آغاز بازی‌های المپیک تابستانی ۱۹۰۸ اجرا شد.
اولین رژه واقعی ورزشکاران در ۱۳ جولای ۱۹۰۸ (۲۲ تیر ۱۲۸۷) در مراسم افتتاحیه بازی‌های المپیک تابستانی ۱۹۰۸ لندن در ورزشگاه وایت سیتی بود. در این رژه فقط ورزشکاران بودند که در دسته های چهار نفره با لباس ورزشی که هر کشور در نظر گرفته بود، پشت سر فردی که حامل اسم آن کشور بود و سپس فرد پرچمدار حرکت می‌کردند. آنها باید فاصله خود با پرچمدار را به اندازه هشت گام حفظ می کردند. ورزشکاران سپس مقابل مکان مخصوصی که برای پادشاه انگلیس بود قرار گرفتند و سپس پادشاه نیز گفت: من بازی های المپیک لندن را آغاز می کنم.
از چهارمین دوره بازی های المپیک، رژه ورزشکاران به بخش جدایی ناپذیر مراسم افتتاحیه بازی تبدیل شد و رژه ورزشکاران هر کشور نیز بر اساس حروف الفبای انگلیسی است. با این تبصره که کشور میزبان آخرین کشور رژه می رود و کشور یونان به عنوان مهد المپیک همواره به عنوان اولین تیم و پیشاپیش دیگر کشورها رژه می رود.  

## نگارخانه

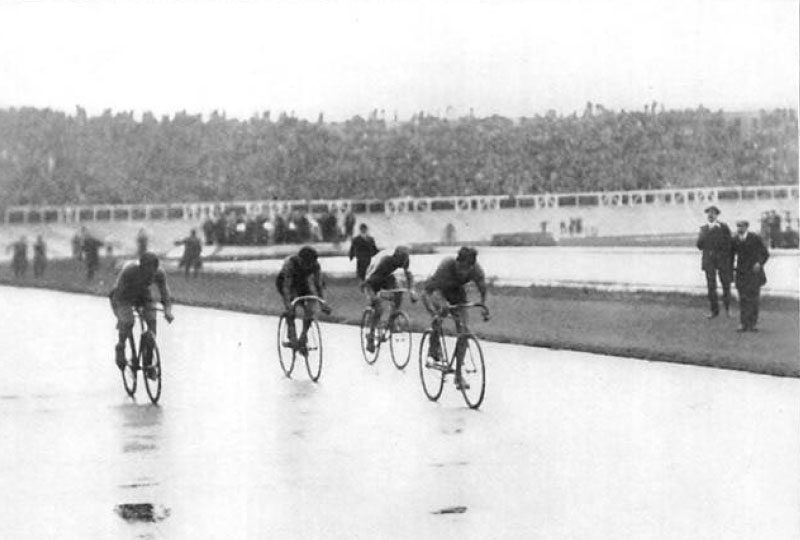
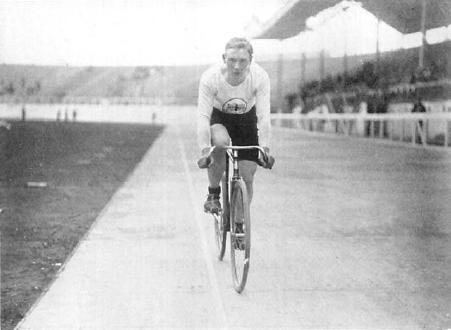
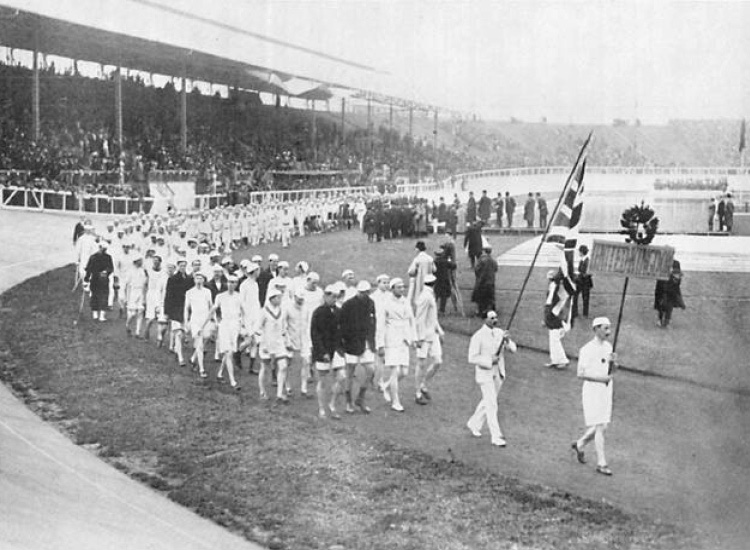